# Miconia pulvinata
Miconia pulvinata är en tvåhjärtbladig växtart som beskrevs av Henry Allan Gleason. Miconia pulvinata ingår i släktet Miconia och familjen Melastomataceae. Inga underarter finns listade i Catalogue of Life.